# Dours
Dours is een gemeente in het Franse departement Hautes-Pyrénées (regio Occitanie) en telt 183 inwoners (1999). De plaats maakt deel uit van het arrondissement Tarbes.

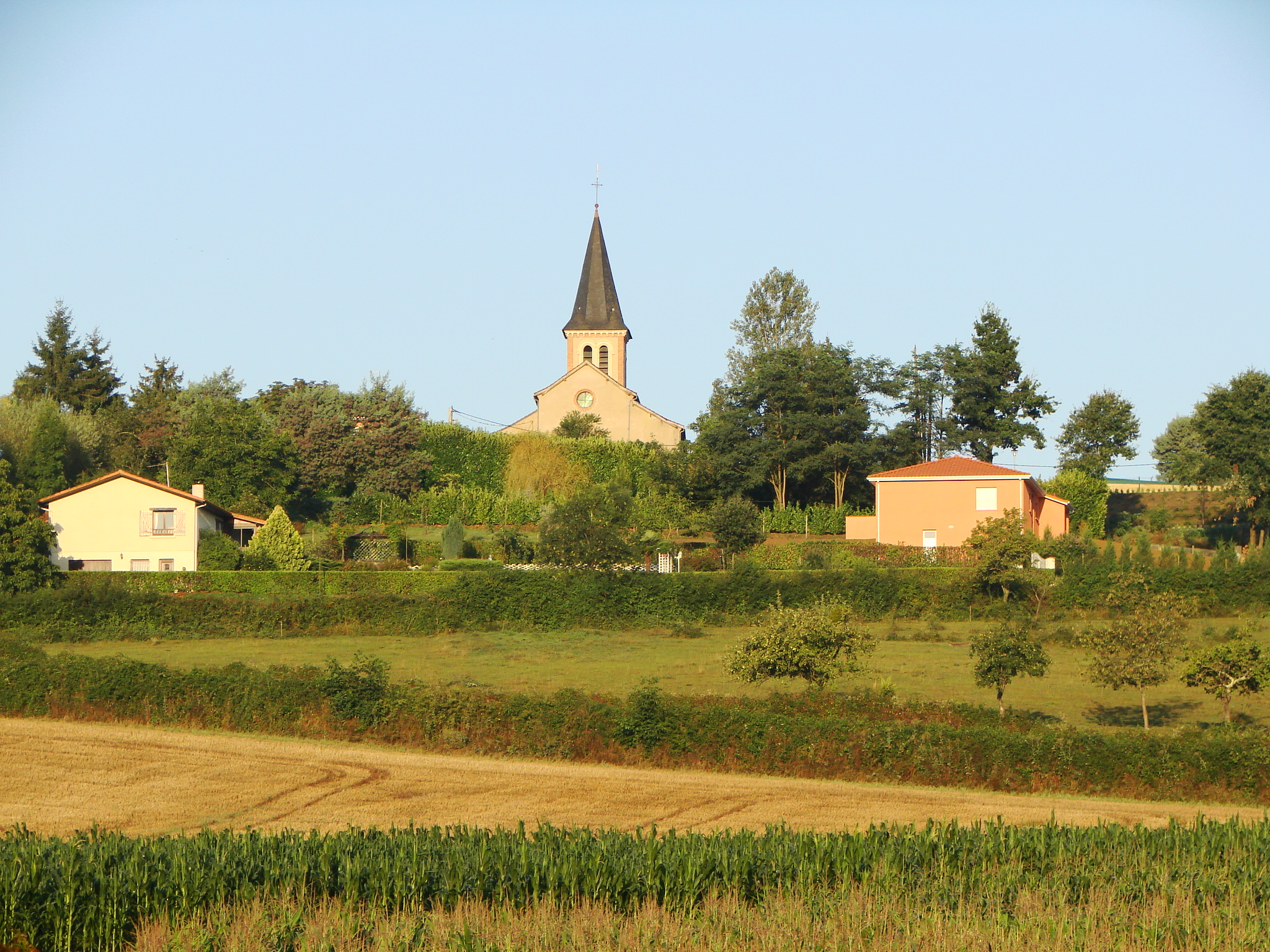
Kerk
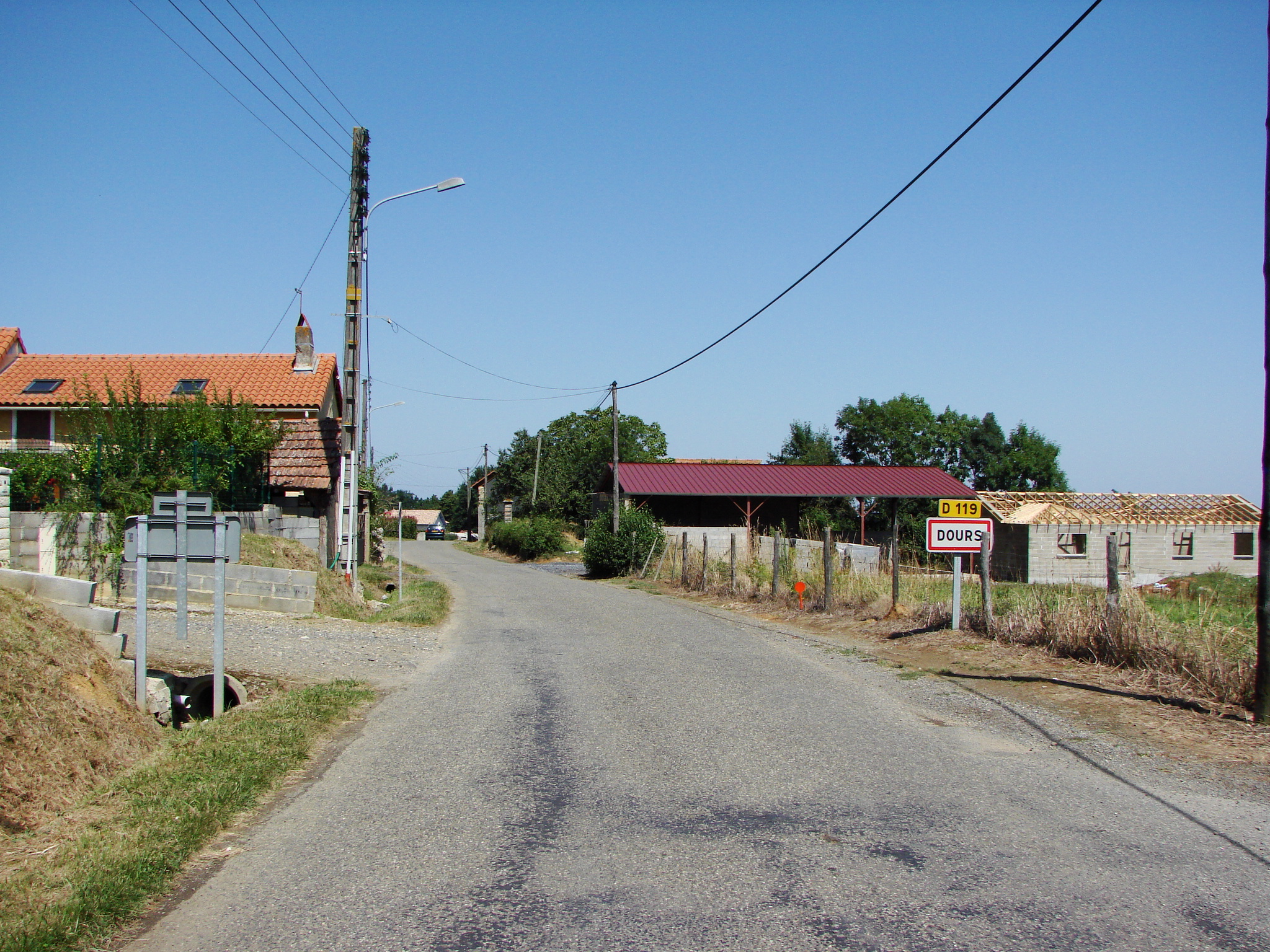
Ingang dorp

## Geografie
De oppervlakte van Dours bedraagt 5,0 km², de bevolkingsdichtheid is 36,6 inwoners per km².

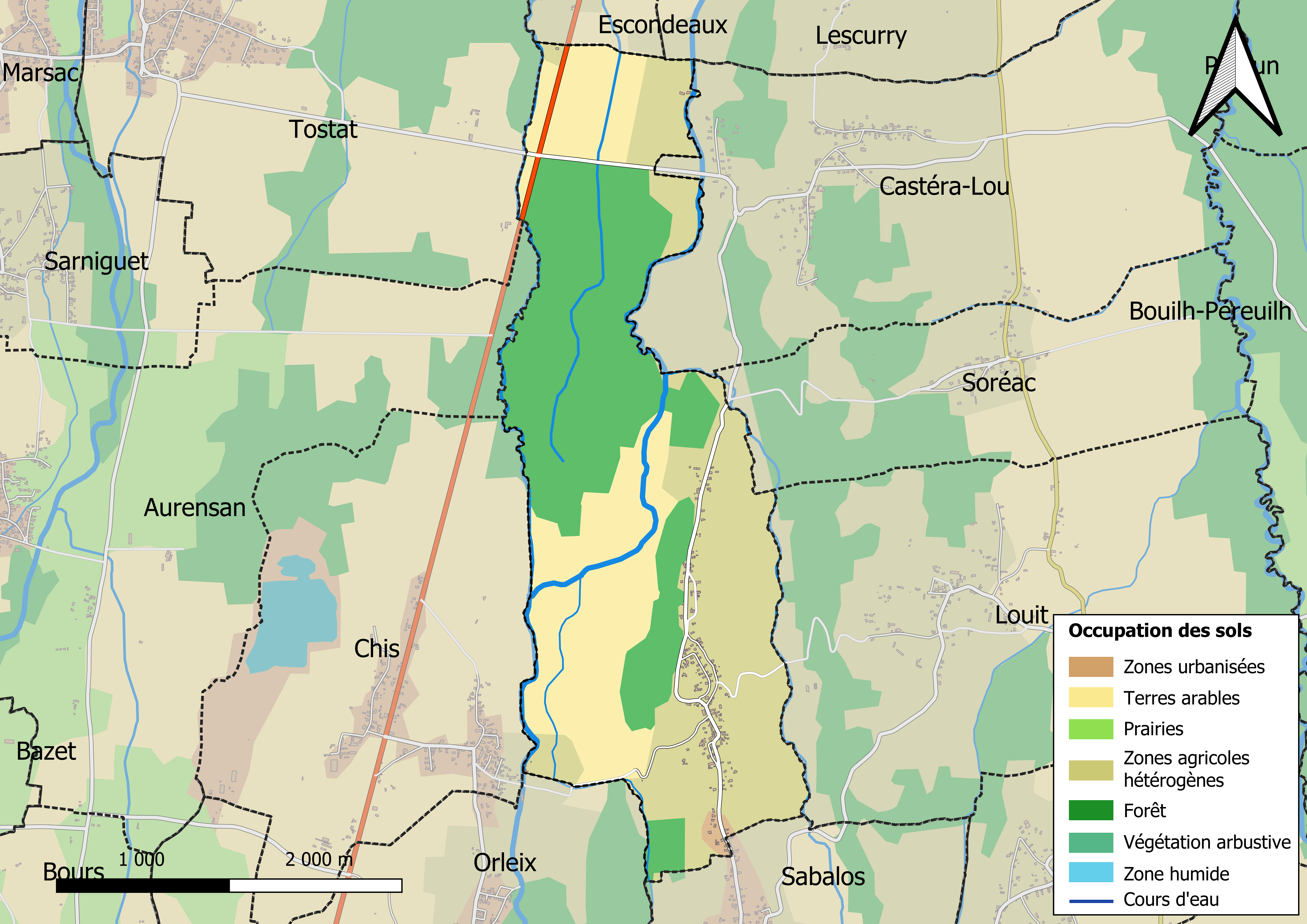
Kaart van de gemeente met belangrijkste infrastructuur, bodemgebruik en omliggende gemeenten

## Demografie
Onderstaande figuur toont het verloop van het inwonertal (bron: INSEE-tellingen).